# 加拉甘卡河
哈拉漢卡河（烏克蘭語：Гараганка），是烏克蘭中部的河流，屬於維利霍瓦戈夫特瓦河的支流。該河發源自葉利扎韋季夫卡，流經波爾塔瓦州的波爾塔瓦區，河道全長17公里，流域面積53平方公里。